# Mahmoud Aït Ouhamou
Mahmoud Aït Ouhamou (en arabe : محمود ايت اوحمو) est un athlète algérien.

## Carrière
Mahmoud Aït Ouhamou est médaillé d'argent du décathlon aux Championnats panarabes d'athlétisme 1987 à Alger.
Il est médaillé d'or du décathlon aux Championnats d'Afrique d'athlétisme 1988 à Annaba.
Il est champion d'Algérie du décathlon en 1985, 1986 et 1989.